# 梁同新
梁同新（1800—1860）（原名梁纶机）,广东广州府南海县黄埔村人（今属广州市海珠区），广州十三行天宝行行主梁经国第四子。曾任湖南学政、顺天府尹等职。

## 家庭
- 次子：梁肇煌，咸丰三年（1853）考取进士，授翰林院庶吉士；后历任顺天府尹、福建布政使，代理两江总督。
- 第三子：梁肇晋。